# Processo Monsanto
Il processo Monsanto, in chimica metallorganica, è un'importante via, catalizzata dal rodio, per la sintesi dell'acido acetico a partire da monossido di carbonio (CO) e metanolo (CH3OH). Il processo Monsanto opera ad una pressione di 30-60 atm e ad una temperatura di 150-200 °C e fornisce una selettività maggiore del 99 %.

## Ciclo catalitico
La specie cataliticamente attiva è l'anione cis-[Rh(CO)2I2]- (1).
Il ciclo catalitico coinvolge sei tappe, due delle quali sono puramente organiche. La prima reazione è l'addizione ossidativa dello ioduro di metile sul cis-[Rh(CO)2I2]- con formazione della specie esacoordinata [(CH3)Rh(CO)2I3]- (2). 
In presenza di CO, si ha facile inserzione di quest'ultimo nel legame Rh-CH3  ((2), (3), (4)) con formazione di un gruppo acetile. Si ha successivamente una eliminazione riduttiva che rigenera il catalizzatore e produce ioduro di acetile. 
La reazione di quest'ultimo con metanolo e quantità catalitiche di acqua permette di ottenere acido acetico e ioduro di metile, che fa ripartire il ciclo.
La reazione segue una cinetica del primo ordine rispetto allo ioduro di metile ed al catalizzatore (1), lo stadio di addizione ossidativa dello ioduro di metile al catalizzatore è pertanto lo stadio lento della reazione.
Si ipotizza che consista in un attacco nucleofilo dell'atomo di rodio sull'atomo di carbonio dello ioduro di metile.

## Processo Tennessee Eastman
Un meccanismo molto simile è utilizzato per la produzione industriale di anidride acetica. L'acetato di metile viene fatto reagire con ioduro di litio per formare acetato di litio e iodometano che può così entrare nel ciclo catalitico come qui sopra, generando ancora ioduro di acetile. Uscendo dal ciclo catalitico, il prodotto reagisce poi con l'acetato di litio per formare l'anidride acetica.
{\displaystyle {\ce {CH3CO2CH3 + CO -> (CH3CO)2O}}}
In contrasto con il processo Monsanto, il Tennessee Eastman avviene senza la presenza di acqua, poiché il prodotto finale vi è suscettibile.